# 阿尔弗雷德·普法夫
阿尔弗雷德·普法夫（德語：Alfred Pfaff，1926年7月16日—2008年12月27日），德国男子足球运动员，场上位置是中场。他曾代表西德国家队参加1954年国际足联世界杯，结果队伍获得冠军。